# Цвинтар Лійва
Кладовище Лійва (ест. Liiva kalmistu — Пісочний цвинтар) — цвинтар у місті Таллінні в Естонії. Розташоване в мікрорайоні Лійва (вулиця Кальмісту, № 34). Загальна площа — 64 гектари. До 1978 року було найбільшим цвинтарем Таллінна. Внесено до Державного регістру пам'яток культури Естонії як пам'ятника історії.

## Історія
Цвинтар використовується з 1935 року. Його планування займався керівник проєктного бюро будівельного відділу талліннської міської прави Герберт Йогансон (1884—1964); він такожоєктував цвинтарні будівлі.
Офіційне відкриття цвинтаря відбулося 22 вересня 1935 року.
На території цвинтаря є зведена в 1934—1935 роках каплиця (архітектор Герберт Йогансон, внесена до Державного регістру пам'яток культури Естонії як пам'ятка архітектури), братська могила 164-х радянських військовополонених та пам'ятник жертвам Червоного терору (два останні внесено до Державного регістру пам'яток культури Естонії як пам'ятки історії).
Вхід на цвинтар, каплиця та пам'ятник утворюють собою головну вісь цієї території.
Більша частина території цвинтаря і, зокрема, ділянка навколо каплиці, спочатку була зайнята лісом. При плануванні цвинтаря передбачалося зберегти лісові масиви в проміжках між відведеними для поховання кварталами, проте пізніше, зі зростанням кількості поховань, від цього плану відмовилися. Проходи між могилами були дуже широкими. Частина цвинтарної території на сході, розташована за вулицею Валдеку, зберегла незаймані лісові масиви. У цвинтарних кварталах домінують прямі ряди могил та поховання, розділені строгими бетонними огорожами.

## Каплиця

Каплиця цвинтаря Лійва.

Каплиця цвинтаря Лійва є чудовим зразком сакральної плитнякової споруди у стилі функціоналізму. Будівля характеризується архаїчною простотою. Розташування його масивних частин асиметричне, скляна стіна та круглі вікна забезпечують унікальне освітлення. На головному фасаді, де немає вікна, встановлено металевий хрест, а на даху — дзвін. Інтер'єр лаконічний, стеля темна.

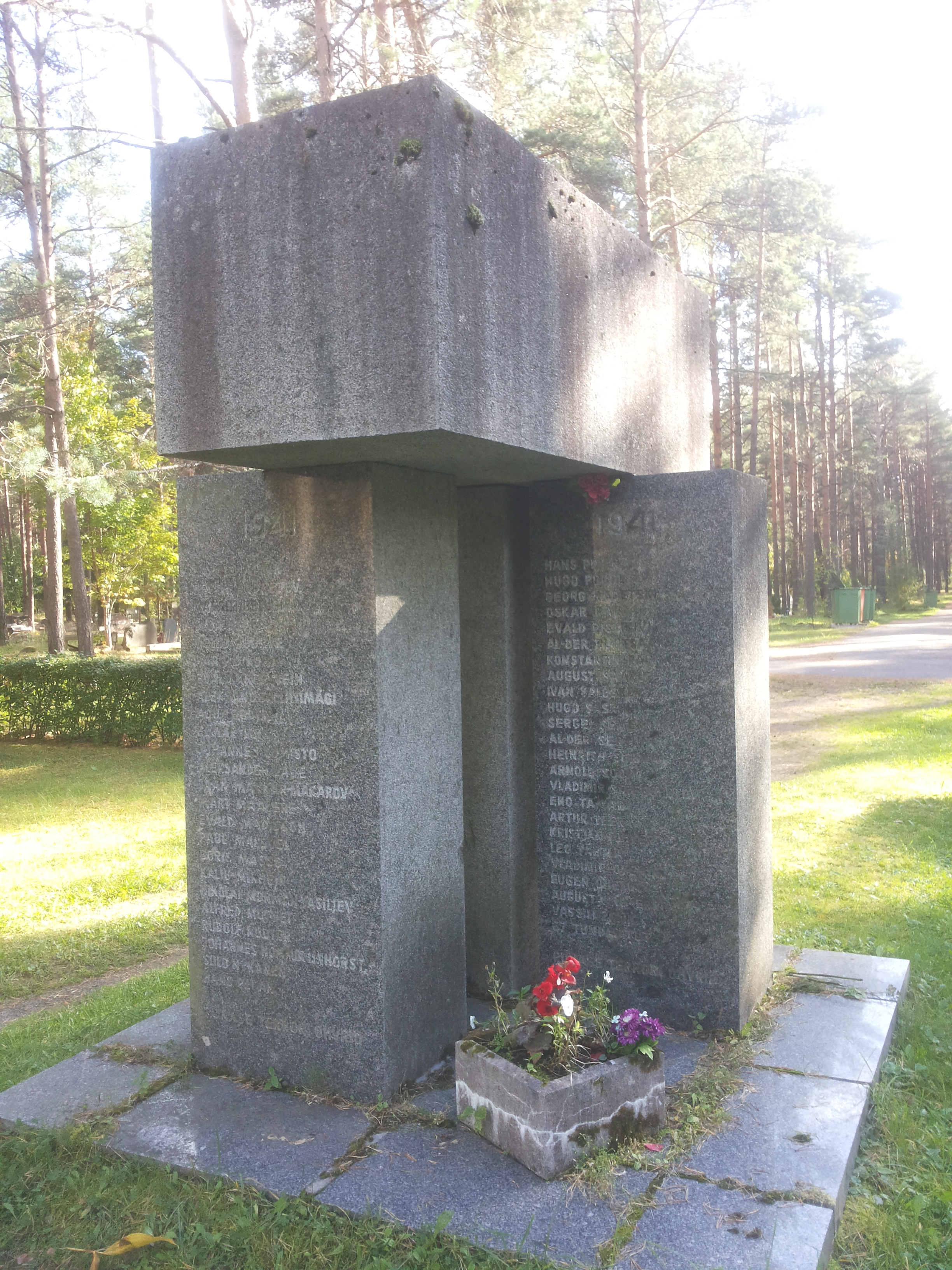
Пам'ятник жертвам червоного терору

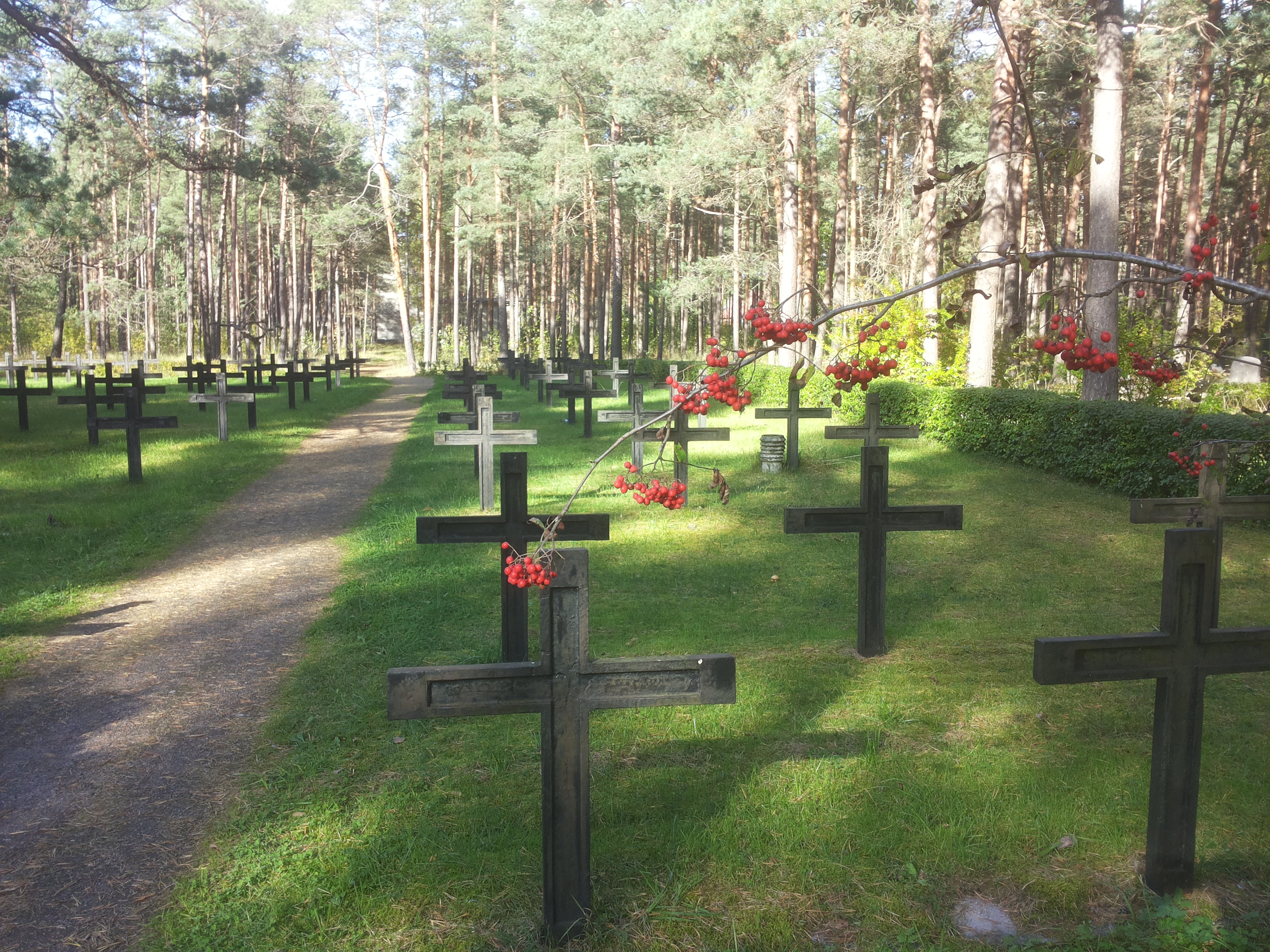
Місце поховання жертв червоного терору

## Поховання
Див. категорію Поховані на цвинтарі Лійва
Першим на цвинтарі 28 січня 1935 року був похований член Естонської соціалістичної робочої партії, депутат Рійгікогу Ханс Мартінсон..
На цвинтарі Лійва поховано:
- Арутюньян Рафаель Суренович (1937—2021) — естонський скульптор і художник вірменського походження.
- Аун Рейн Янович (1940—1995) — радянський легкоатлет, срібний призер Олімпійських ігор у десятиборстві.
- МихайлоВельсвебель (1940—1995) — радянський легкоатлет, фахівець із бігу на середні дистанції.
- Горбачова Юлія Борисівна (1975—2004) — констебль кінологічної служби підрозділу швидкого реагування відділу охорони правопорядку Пих'яської префектури поліції Естонії.
- Драчов Іван Опанасович (1921—1989) — радянський волейболіст, волейбольний тренер. Заслужений тренер СРСР, Української РСР та Естонської РСР.
- Каубі Йоханнес Густович (1917—1980) — радянський борець вільного та класичного стилів, чемпіон і призер чемпіонатів СРСР, майстер спорту СРСР, восьмиразовий чемпіон Естонії з класичної боротьби.
- Юган Кіккас (1892—1944) — естонський важкоатлет, призер Олімпійських ігор у Парижі (1924).
- Марі Кінсіго (1946—2014) — шахістка, триразова чемпіонка Естонії з шахів, майстер спорту СРСР (1976), майстер ФІДЕ серед жінок (1993).
- Лійвес Арді Еерович (1917—1980) — радянський драматург.
- Лінцбах Яків Іванович (1894—1953) — російський та естонський філософ, математик, лінгвіст та есперантист.
- Мері Арнольд Костянтинович (1975—2004) — радянський та естонський державний та суспільно-політичний діяч, учасник Великої Вітчизняної війни, Герой Радянського Союзу.
- Маріє Рейсік (1887—1941) — естонський громадський діяч, педагог, феміністка, журналістка.
- Рютель Едуард Янович (1884—1969) — офіцер Російської імператорської армії, учасник Першої світової війни та громадянської війни в Росії, полковник армії Колчака. Підполковник естонської армії. Учасник німецько-радянської війни, полковник РСЧА.
- Сауесельг Артур-Олександр Йосипович (1894—1965) — естонський і радянський військовий діяч, учасник Естонської визвольної війни та німецько-радянської війни.
- Хютт Володимир Платонович (1936—1997) — радянський, естонський та російський філософ, громадський діяч; доктор філософських наук, професор.

### Місце поховання жертв червоного терору
Тут поховано 114 осіб, страчених комуністичним режимом у період з 1940 до 1941 року; імена 47 із них відомі. 1989 року на цьому місці було встановлено чавунні хрести, 1990 року — гранітну пам'ятку. Автор пам'ятника та хрестів — Екке Вялі (Ekke Väli).

### Братська могила радянських військовополонених
У братській могилі поховано 164 радянських військовополонених, які загинули під час бомбардування Таллінна в березні 1944 року. Місце поховання було позначено та впорядковано у 1975 році, пам'ятник відреставровано восени 1984 року.
Вулиця Валдеку поділяє цвинтар Лійва навпіл; цей історичний пам'ятник знаходиться праворуч цвинтаря, якщо їхати з міста. Наприкінці головної дороги до третіх воріт праворуч — загальна могила, відзначена пам'ятним каменем.

### Пам'ятник жертвам Голокосту
27 січня 2022 року на цвинтарі було відкрито меморіал на згадку про естонських євреїв, убитих у місті та його околицях у 1941 році. У братських могилах навколо цвинтаря поховано від 300 до 600 євреїв.